# Синлије
Синлије су насељено место у општини Церник, Бродско-посавска жупанија, Хрватска.

## Историја
До територијалне реорганизације у Хрватској биле су у саставу старе општине Нова Градишка.

## Становништво
У попису становништва из 2011. године, Синлије нису имале становника.
| Број становника према пописима | Број становника према пописима | Број становника према пописима | Број становника према пописима | Број становника према пописима | Број становника према пописима | Број становника према пописима | Број становника према пописима | Број становника према пописима | Број становника према пописима | Број становника према пописима | Број становника према пописима | Број становника према пописима | Број становника према пописима | Број становника према пописима | Број становника према пописима |
| ------------------------------ | ------------------------------ | ------------------------------ | ------------------------------ | ------------------------------ | ------------------------------ | ------------------------------ | ------------------------------ | ------------------------------ | ------------------------------ | ------------------------------ | ------------------------------ | ------------------------------ | ------------------------------ | ------------------------------ | ------------------------------ |
| 1857                           | 1869                           | 1880                           | 1890                           | 1900                           | 1910                           | 1921                           | 1931                           | 1948                           | 1953                           | 1961                           | 1971                           | 1981                           | 1991                           | 2001                           | 2011                           |
| 42                             | 48                             | 44                             | 69                             | 48                             | 76                             | 61                             | 76                             | 86                             | 82                             | 77                             | 70                             | 41                             | 41                             | 4                              | 0                              |

### Попис1991.
У попису становништва из 1991. године, Синлије су имале 41 становника, следећег националног састава:
| Попис 1991.‍  | Попис 1991.‍  | Попис 1991.‍ | Попис 1991.‍ | Попис 1991.‍ |
| ------------ | ------------ | ----------- | ----------- | ----------- |
|              |              |             |             |             |
| Срби         | Срби         |             | 35          | 85,36%      |
| Југословени  | Југословени  |             | 3           | 7,31%       |
| неопредељени | неопредељени |             | 3           | 7,31%       |
| укупно: 41   |              |             |             |             |

### Попис1910.
| Синлије                                           | Синлије                                                    |
| ------------------------------------------------- | ---------------------------------------------------------- |
| језик                                             | вера                                                       |
| укупно: 76 Српски 68 (89,47%) Хрватски 8 (10,52%) | укупно: 76 Православци 68 (89,47%) Римокатолици 8 (10,52%) |